# Хотеж Колодезь
Хотеж Колодезь — деревня в Беловском районе Курской области. Входит в Щеголянский сельсовет.

## География
Деревня находится на реке Белица, в 73 км к юго-западу от Курска, в 16 км к северо-западу от районного центра — Белая, в 1 км от центра сельсовета — Щеголек.
Улицы
В деревне улицы Кончановка и Туручка.
Климат
Хотеж Колодезь, как и весь район, расположен в поясе умеренно континентального климата с тёплым летом и относительно тёплой зимой (Dfb в классификации Кёппена).

## Население
| 2002 | 2010 |
| ---- | ---- |
| 164  | ↘99  |

## Инфраструктура
Личное подсобное хозяйство. В деревне 80 домов.

## Транспорт
Хотеж Колодезь находится в 5 км от автодороги регионального значения 38К-028 (Обоянь — Суджа), на автодорогe межмуниципального значения 38Н-572 (Саморядово — Хотеж Колодезь), в 10 км от ближайшей ж/д станции Сосновый Бор (линия Льгов I — Подкосылев).
В 90 км от аэропорта имени В. Г. Шухова (недалеко от Белгорода).